# Wolfgang Sartorius von Waltershausen

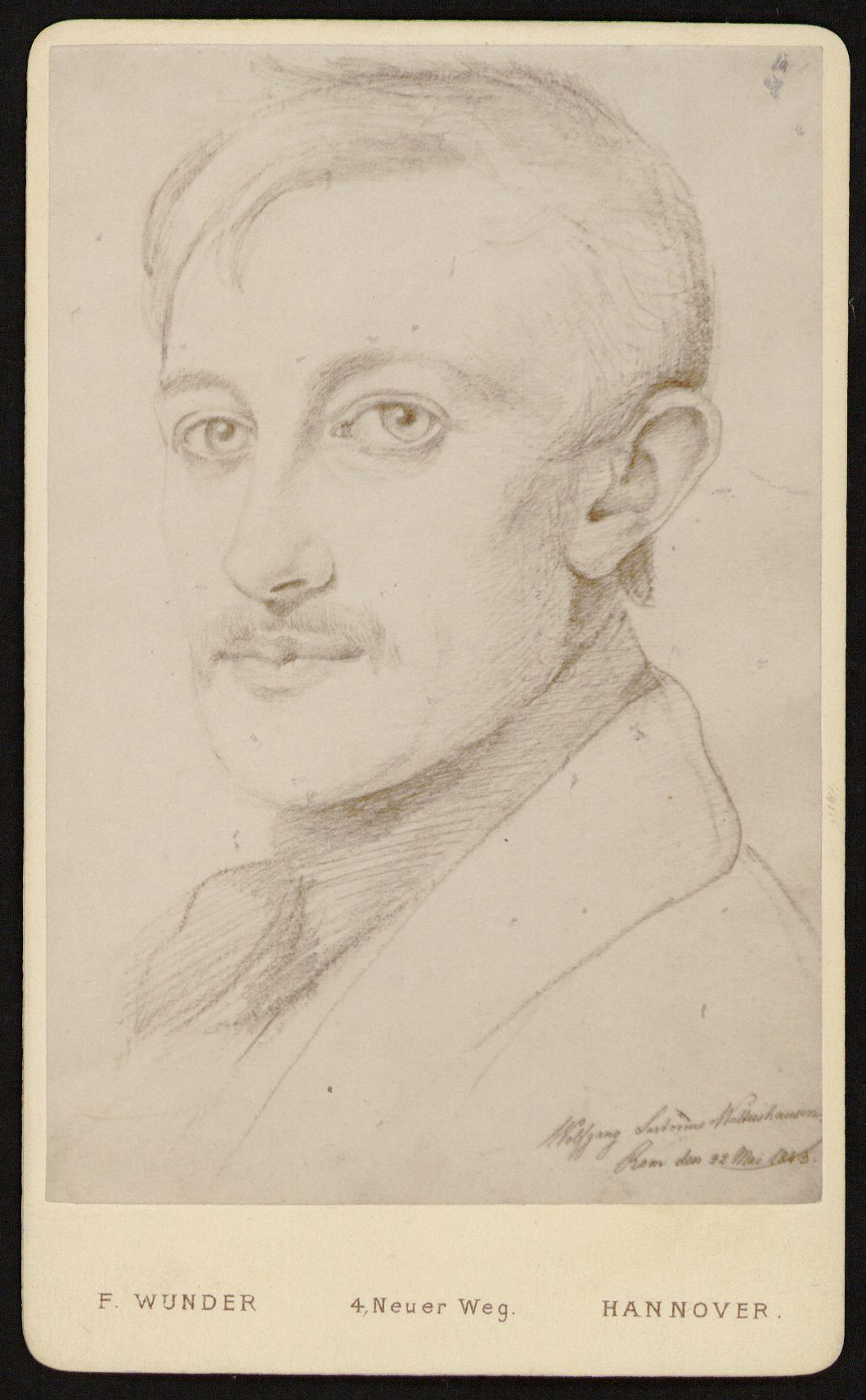
Wolfgang Sartorius von Waltershausen door August Kestner

Wolfgang Sartorius Freiherr von Waltershausen (Göttingen, 17 december 1809 - 16 maart 1876) was een Duits geoloog en de eerste biograaf van de beroemde Duitse wiskundige Carl Friedrich Gauss.

## Leven en werk
Sartorius von Waltershausen werd geboren in Göttingen en opgeleid aan de universiteit in zijn geboortestad. Daar wijdde hij zijn aandacht op de fysieke en natuurwetenschappen, en in het bijzonder op de mineralogie. Waltershausen werd vernoemd naar Johann Wolfgang von Goethe, die goed bevriend was met zijn ouders. Waltershausens vader, Georg, was een schrijver, docent en hoogleraar economie en geschiedenis in Göttingen. Georg Sartorius (later Sartorius von Waltershausen) is vooral bekend om zijn rol van vertaler en popularisator van Adam Smiths The Wealth of Nations. Waltershausens zoon, August, was een bekend econoom, wiens boek in het Engelse is vertaald en gepubliceerd. 
Waltershausen is heden ten dage vooral bekend als de auteur van Gauss zum Gedächtnis, uit 1862. Deze biografie, die na de dood van  Carl Friedrich Gauss werd uitgegeven, wordt beschouwd als de biografie, zoals Gauss deze gewenst had. Het is ook de bron van een van de beroemdste wiskundige citaten: Wiskunde is de koningin van de natuurwetenschappen en het beroemde verhaal van Gauss die als kind een algoritme vond om een lange reeks van opeenvolgende getallen op te tellen.
Toen Gauss in Göttingen overleed spraken twee personen op zijn begrafenis lofredes uit: Gauss' schoonzoon Heinrich Ewald en Waltershausen, die de faculteitsleden van de Universiteit van Göttingen vertegenwoordigde.

## Voetnoten
1. ↑  Zie de link naar de titelpagina van het boek van hun correspondentie.
2. ↑  Varianten zijn onder andere:.. "Wiskunde is de koningin van de natuurwetenschappen en de getaltheorie is de koningin van de wiskunde. Zij verwaardigt zich vaak diensten te verrichten voor de astronomie en andere natuurwetenschappen, maar in alle relaties heeft zij recht op de eerste rang" en "wiskunde is de koningin van de natuurwetenschappen en de getaltheorie is de koningin van de wiskunde (Die Mathematik ist die Königin der Wissenschaften und die Zahlentheorie ist die Königin der Mathematik.).
3. ↑  zie  voor de bespreking van de originele bronnen door Wolfgang von Sartorius Waltershausen.

- Bibliothèque nationale de France: cb10706607w (data)
- Gemeinsame Normdatei: 116809639
- International Standard Name Identifier: 0000 0000 8019 4167
- Library of Congress Control Number: n89624049
- Nationale Bibliotheek van Israël: 987007292113105171
- Nederlandse Thesaurus van Auteursnamen: 119587033
- Système universitaire de documentation: 079694381
- Virtual International Authority File: 62309894
- WorldCat: E39PBJpYDCPdpQMgChjgYgv4MP